# Булатов, Григорий Петрович

Григорий Булатов на фоне поверженного Рейхстага. 2 мая 1945

Григорий Петрович Булатов (16 ноября 1925, д. Черкасово, Берёзовский район, Кунгурский округ, Уральская область, РСФСР, СССР — 19 апреля 1973, Слободской, Кировская область, РСФСР, СССР) — рядовой-разведчик Красной армии, совместно с лейтенантом Рахимжаном Кошкарбаевым первым водрузил красное знамя на фасаде Рейхстага 30 апреля 1945 года.

## Биография
Родился в деревне Черкасово Свердловской области в семье рабочих. Когда ему было 5 лет, семья переехала из города Кунгура Уральской области (ныне — Пермский край) в город Слободской Нижегородского края (ныне — город в Кировской области). Булатовы поселились в одном из домов на берегу речки Пятерихи. В 8 лет Григорий пошёл в школу № 3 на улице Береговой.

#### Национальность
В наградном листе Григория Булатова указано, что по национальности он был русским. Однако научные сотрудники Академии наук Республики Татарстан предполагают, что он мог быть либо кунгурским татарином, либо кряшеном, так как Булатов — татарская фамилия, а село Черкасово — среда проживания пермских татар.

### В годы войны
В 1941 году Григорий Булатов работал слесарем на фанерном комбинате «Красный якорь». С началом Великой Отечественной войны в возрасте 16 лет пытался попасть добровольцем на фронт, однако получил отказ. В июне 1943 года призван в РККА. На фронте с апреля 1944 года. Служил стрелком, затем был переведён в разведвзвод 674-го стрелкового полка 150-й стрелковой дивизии 3-й Ударной армии 1-го Белорусского фронта под командование лейтенанта Семёна Сорокина.
30 апреля 1945 года участвовал в штурме Рейхстага. Как отмечается в журнале боевых действий 150-й стрелковой дивизии, в 14 часов 25 минут лейтенант Рахимжан Кошкарбаев и рядовой Григорий Булатов «по-пластунски подползли к центральной части здания и на лестнице главного входа поставили красный флаг». Это событие также отмечено в книге Героя Советского Союза Ивана Клочкова «Мы штурмовали Рейхстаг», в которой сказано, что «лейтенант Р. Кошкарбаев первым прикрепил к колонне красный флажок».
По другой версии, в штурме Рейхстага участвовали бойцы взвода Сорокина. Первыми в 14 часов к Рейхстагу прорвались Булатов и Виктор Провоторов, которые закрепились на втором этаже и установили флаг в окне. Подоспевший Сорокин посчитал, что так его слишком плохо видно, и приказал разместить знамя на крыше, куда поднялась группа разведчиков. На фронтоне Булатов закрепил красное знамя на сбруе коня скульптурной группы Вильгельма I в 14 часов 25 минут. 3 мая 1945 года в дивизионной газете «Воин Родины» появилась заметка, в которой отмечены имена героев:
Родина с глубоким уважением произносит их имена: Проваторов, Булатов, Сорокин, Ракымжан Кошкарбаев… : Советские богатыри, лучшие сыны народа! Слава героям!
5 мая «Комсомольская правда» напечатала рассказ очевидца тех событий, капитана Андреева:
Путь к рейхстагу лежал через нагромождения, баррикады, через пробоины в стенах, темные тоннели метро. И везде были немцы: Наши бойцы в третий раз пошли в атаку и наконец ворвались в рейхстаг, вышвырнули оттуда немцев. Тогда маленький, курносый, молоденький солдат из Кировской области, как кошка, вскарабкался на крышу рейхстага и сделал то, к чему стремились тысячи его товарищей. Он укрепил красный флаг на карнизе и, лежа на животе, под пулями, крикнул вниз солдатам своей роты: «Ну как, всем видно?» И он засмеялся радостно и весело. И хотя немцы опять бросились в отчаянную контратаку и даже заняли первый этаж, наши бойцы, успевшие закрепиться в верхних этажах рейхстага, чувствовали себя хозяевами этого большого обгоревшего здания. Теперь никакая сила не заставила бы их уйти отсюда.
За совершённый подвиг Булатов был представлен к званию Героя Советского Союза, но награждён орденом Красного Знамени. В наградном листе указано:
29.04.1945 г. полк ведя ожесточенные бои на подступах к Рейхстагу вышел на р. Шпрее тов. БУЛАТОВ был из тех кому было приказано при поддержке артиллерии на подручных средствах форсировать р. Шпрее, пробиться к зданию Рейхстага и водрузить над ним знамя Победы. Беря с боя каждый метр площади в 14 часов 30.04.1945 г. ворвались в здание Рейхстага, с ходу захватили выход одного из подвалов, заперев там до 300 немецких солдат гарнизона Рейхстага. Пробившись на верхний этаж тов. Булатов в группе разведчиков в 14 час. 25 мин. водрузил над Рейхстагом Красное знамя. Достоин присвоения звания «ГЕРОЯ СОВЕТСКОГО СОЮЗА»
Булатов запечатлён на кадрах кинохроники оператора Романа Кармена с флагом на фоне бронзовых коней на крыше Рейхстага.
Позже сам Мелитон Кантария, отвечая на вопросы для газеты, рассказывал: «Утром 30 апреля увидели перед собой рейхстаг — огромное мрачное здание с грязно-серыми колоннами и куполом на крыше: В Рейхстаг ворвалась первая группа наших разведчиков: В. Провоторов, Гр. Булатов. Они укрепили флаг на фронтоне. Флаг тотчас же заметили воины, лежавшие под огнём противника на площади».

### После войны
По словам друга Григория Булатова Виктора Шуклина, в середине мая 1945 года тот был вызван к Сталину, который заявил: «Товарищ Булатов! Вы совершили героический поступок, и поэтому достойны звания Героя Советского Союза и „Золотой Звезды“, но на сегодняшний день обстоятельства требуют, чтобы на вашем месте были другие люди. Вы должны забыть, что совершили подвиг. Пройдет время, и вас дважды наградят „Золотой Звездой“». После приёма Булатова привезли на одну из правительственных дач (в источниках чаще всего упоминается дача Л. П. Берии). Горничная обвинила его в попытке изнасилования. В результате Булатова приговорили к полутора годам тюрьмы. Из заключения он вышел в конце 1946 года. Краевед из города Слободского Людмила Тимшина относит эту историю к разряду легенд. В 2015 году работая в Центральном архиве Министерства обороны, она установила, что в 1945–1946 годах Булатов продолжал служить в 674-м стрелковом полку в Берлине. 30 апреля 1946 года по случаю праздника 1 мая ему в числе 53-х военнослужащих была объявлена благодарность за отличное отношение к службе, дисциплинированность и хорошую учёбу. Установить, где он находился в 1947–1949 годах, пока не удалось.
В 1949 году Булатов вернулся в Слободской и работал на сплаве древесины. Мало кто из окружавших верил в его подвиг, традиционно связывавшийся с Егоровым и Кантарией, отчего он сильно пил. Спустя 20 лет он вновь безуспешно пытался доказать своё первенство, за что среди знакомых получил прозвище «Гришка-рейхстаг».
В 1970 году Булатов оказался в тюрьме за мелкое хищение и был досрочно освобождён по ходатайству маршала Г. К. Жукова. В одном из писем он писал Булатову, который в то время много пил: «Гриша! Твои сапоги топтали крышу Рейхстага. Неужели они не могут растоптать бутылку?»
12 января 1973 года Булатов написал последнее письмо Рахимжану Кошкарбаеву: «Вот как уже полгода я освободился из мест заключения. Жизнь моя не блещет, хвалиться нечем. Я ни на кого не надеюсь больше, когда были нужны — нам обещали. Хотя мы были молоды, нас легко было обмануть. Как получилось, тебе известно. Вот моя обида пожизненно».
19 апреля 1973 года в возрасте 47 лет он повесился в туалете Слободского механического завода. Похоронен в Слободском.

## Награды
- Орден Красного Знамени (№ 121/н от 18.06.1945)[17]
- Орден Славы III степени (№ 71/н от 21.10.1944)[18]
- Медаль «За отвагу»[19] (№ 24/н от 08.07.1944, № 32/н от 09.09.1944)
- Медаль «За взятие Берлина»[20]
- Медаль «За победу над Германией»

## Память

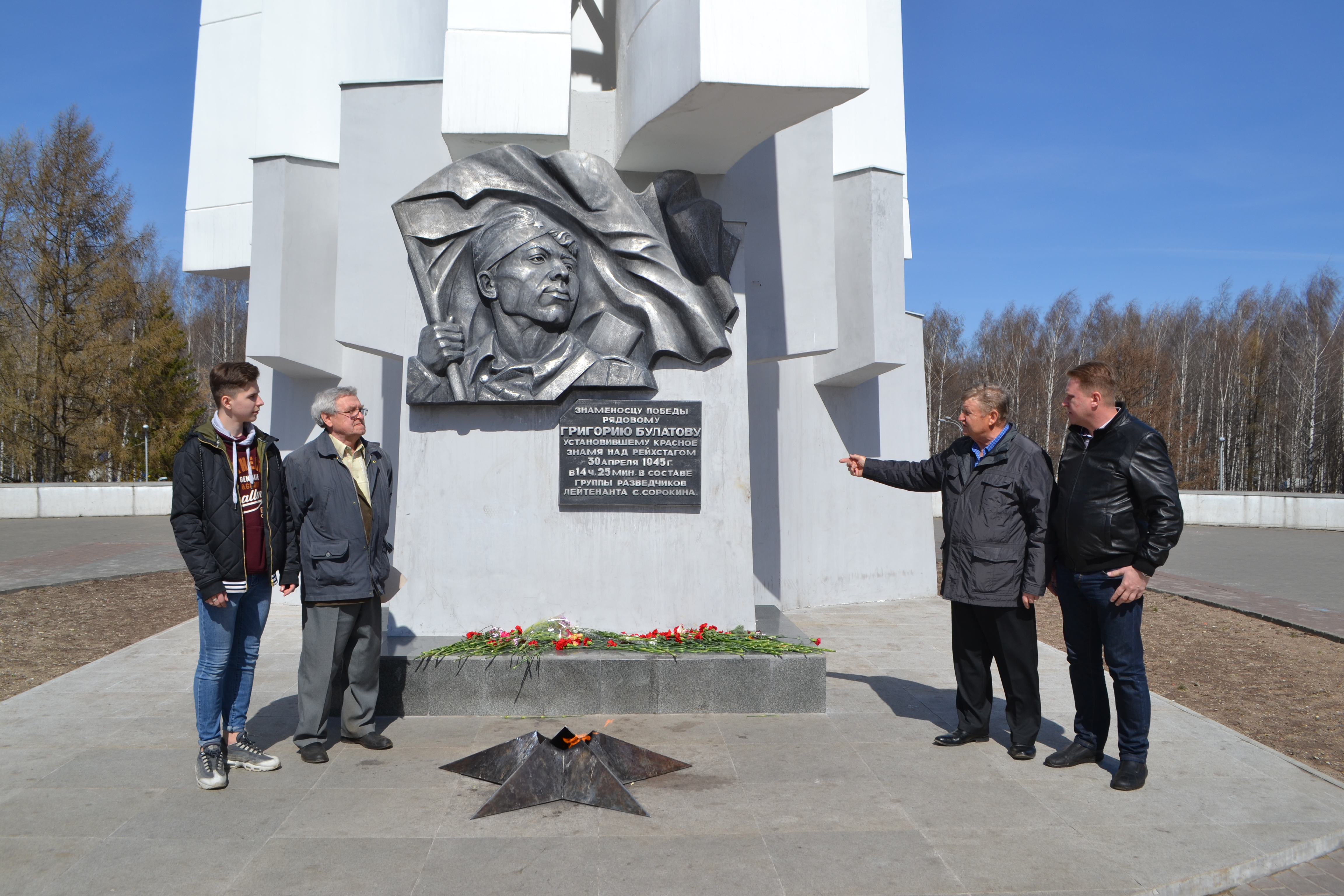
У монумента Григорию Булатову. Киров 2019.

Памятник Григорию Булатову в Кирове

В 2001 году о подвиге Булатова был снят документальный фильм «Солдат и маршал» (режиссёр Марина Дохматская).
В 2005 году у входа на кладбище города Слободского, был возведён памятник Григорию Булатову в виде массивной гранитной плиты, на которой высечены слова «Знаменосцу Победы». Деньги на сооружение мемориала пожертвовала партия «Единая Россия».
Решением Слободской городской думы в 2005 году при городской муниципальной библиотеке им. Грина города Слободского открыт Центр по патриотическому воспитанию имени Григория Булатова.
Правительство Кировской области неоднократно ходатайствовало о присвоении Булатову звания Героя России, но получало отказ под предлогом того, что за один подвиг нельзя наградить дважды, а процедура отзыва нижестоящих наград для присвоения более высоких не предусмотрена. В 2009 году губернатор Кировской области Никита Белых написал в своём блоге, что областные власти постараются добиться исторической справедливости и присвоения Булатову звания Героя к 65-й годовщине Победы. Для этих целей в августе был создан организационный комитет по увековечению памяти Григория Булатова. Оргкомитет собрал документальные доказательства того, что орден Красного Знамени, которым награждён Булатов, присвоен не за взятие Рейхстага и водружение знамени.
1 февраля 2010 года состоялась презентация макета 8-метрового памятника Григорию Булатову, который впоследствии установлен в Парке Победы города Кирова. Для сбора средств на сооружение памятника был создан специальный фонд. Автор памятника — заслуженный художник России, скульптор Людмила Леденцова.
8 мая 2015 года в Кирове в Парке Победы торжественно открыт памятник Григорию Булатову.
В 2022 году в диораму штурма Рейхстага в Музее Победы на Поклонной горе в Москве внесено скульптурное изображение Григория Булатова, бегущего с красным флагом.
В 2022 году в Казахстане по заказу Министерства культуры и спорта при содействии Государственного центра поддержки национального кино  был снят документальный фильм «Батыры Великой Отечественной. Рахимжан Кошкарбаев, Григорий Булатов» (режиссёр Константин Харалампидис).

## Статьи
- Морозов, А. Знаменосцы / А. Морозов // Псковская правда. — 1991. — 9 мая. — С. 2. — О воинах штурмовой группы капитана В. Макова, водрузившей Красное знамя на крыше рейхстага ровно в 22 часа 40 минут 30 апреля 1945 года.
- Кто поднял знамя над рейхстагом: Ошибочное донесение долгие пять десятилетий мешало назвать имена подлинных героев ночного штурма // Псковская правда. — 1995. — 10 июня. — С. 2.
- Клевцов, В. Штурм Рейхстага… Кто был первым? / В. Клевцов // Аргументы и факты. — 1999. — Май (№ 18). — Прил.: Псков № 4. — С. 1,3. — О трудной судьбе уроженца деревни Ванино Псковской области М. П. Минина, которому выпала честь поднять Красное Знамя над Рейхстагом. Воспоминания М. П. Минина.
- Клевцов, В. Последний бой войны / В. Клевцов // Стерх. — 2001. — 9 мая (№ 19а). — С. 6. — О группе, водрузившей Знамя Победы над рейхстагом.
- Герасимова Т. Герои, о которых умолчали / Т. Герасимова // Островские вести. — 2003. — 21 июня. — С. 2. — О встрече молодых воинов частей гарнизона Острова — 3 с Героем Советского Союза Михаилом Петровичем Мининым, который рассказал о своем участии в операции по взятию Рейхстага в 1945 году.
- Абросимов, А. Михаил Минин: «Мы воевали не за награды» // Аргументы и факты : газета. — АиФ. - Северо-Запад, 2004. — № 18 (май). — С. 2.
- Артемьева Е. Знамёна великой Победы // Псковская правда : газета. — 2005. — № от 23—24 февраля. — С. 1, 7. — Об одной из групп советских солдат и офицеров, устанавливавших Красные флаги на рейхстаге — группе в составе М. П. Минина, Г. К. Загитова, А. П. Боброва, А. Ф. Лисименко.
- Яременко, В. Кто поднял знамя над Рейхстагом? / В. Яременко // Псковская губерн i я. — 2005. — 11-17 мая (№ 18). — С. 12-13. — О группах, устанавливавших знамёна на Рейхстаге, в том числе о группе капитана В. Макова, куда входил сержант М. Минин.
- Павлова, Л. К чему ведут перемены? / Л. Павлова // Стерх. — 2005. — 1 июня (#42). — С. 3. — О ходатайстве депутата обл. Собрания П. Николаева о присвоении звания Героев России участникам Великой Отечественной войны, которые под руководством Владимира Макова установили первое знамя на рейхстаге. Среди них живущий в Пскове Михаил Минин.
- Владимир Пискарев. Кто водрузил Знамя Победы над рейхстагом? // Эхо веков : журнал. — 1996. — № 1/2. — ISSN 2073-7483. Архивировано 20 марта 2016 года.
- На Вятке вспомнили разведчика-знаменосца Победы Григория Булатова. Большинству из тех, кто живет за пределами Кировской области, неизвестно, что первым весной 1945-го водрузил красное знамя на рейхстаге рядовой-разведчик Красной армии Григорий Булатов